# Малинче (вулкан)
Малинче (шп. La Malinche; или Malintzin) или Матлалквејетл (нaвт. Matlalcuéyetl) је стратовулкан у стању мировања на граници мексичких савезних држава Тласкала и Пуебла. Вулкан је део трансмексичког вулканског појаса. Налази се на око 118 км удаљености од главног града Мексико Ситија.
Вулканска активност Малинчеа почела је средином палеогена пре неких 30 до 35 милиона година, а процене су да се последња ерупција десила пре неких око 3.100 година. На његовим падинама налазе се бројне мање реликтне паразитске купе. У унутрашњости вулкана налазе се бројни термални извори. 
У зависности од мерења надморска висина му се креће од 4.420 м до 4.461 метар. 
Подручје око вулкана је пољопривредни крај у чијим нижим пределима се углавном узгаја кукуруз, док су вишим пределима шуме храста и јеле. Највиши делови су под ливадама. 
Изворно име вулкана је Matlalcuéyetl и односило се на божанство песме и кише. Садашње име потиче од шпанских конкистадора који су ову планину именовали у част једне девојке по имену Малинали која је била њихов преводилац, па отуда Малинче или Малинцин.